# Jamuria
Jamuria là một thành phố và khu đô thị của quận Barddhaman thuộc bang Tây Bengal, Ấn Độ.

## Địa lý
Jamuria có vị trí 23°42′B 87°05′Đ / 23,7°B 87,08°Đ Nó có độ cao trung bình là 111 mét (364 feet).

## Nhân khẩu
Theo điều tra dân số năm 2001 của Ấn Độ, Jamuria có dân số 129.456 người. Phái nam chiếm 53% tổng số dân và phái nữ chiếm 47%. Jamuria có tỷ lệ 58% biết đọc biết viết, thấp hơn tỷ lệ trung bình toàn quốc là 59,5%: tỷ lệ cho phái nam là 67%, và tỷ lệ cho phái nữ là 47%. Tại Jamuria, 14% dân số nhỏ hơn 6 tuổi.